# Liste der Staatsoberhäupter 338
Übersicht
◄◄ | ◄ | 334 | 335 | 336 | 337 | Liste der Staatsoberhäupter 338 | 339 | 340 | 341 | 342 | ► | ►►

Weitere Ereignisse

## Afrika
- Aksumitisches Reich
  - König: Ousanas (ca. 325–ca. 345)

- Römisches Reich
  - Provincia Romana Aegyptus
    - Präfekt: Flavius Antonius Theodorus (337(?)–338)
    - Präfekt: Flavius Philagrius (338–340)

## Amerika
- Maya
  - Tikal
    - König: K’inich Muwaan Jol I. (ca. 317–359)

## Asien
- Armenien
  - König: Chosroes II. (330–338)
  - König: Tigranes VII. (338–350)

- China
  - Kaiser: Jin Chengdi (325–342)
  - Sechzehn Reiche:
    - Cheng Han: Li Qi (334–338)
    - Cheng Han: Li Shou (338–343)
    - Frühere Liang: Zhang Jun (324–346)
    - Spätere Zhao: Shi Hu (334–349)
    - Frühere Yan: Murong Huang (337–348)

- Iberien (Kartlien)
  - König: Mirian III. (284–361)

- Indien
  - Gupta-Reich
    - König: Samudragupta (335–375)

  - Vakataka
    - König: Pravarasena I. (284–344)

- Japan
  - Kaiser: Nintoku (313–399)

- Korea
  - Baekje
    - König: Biryu (304–344)

  - Gaya
    - König: Geojilmi (291–346)

  - Goguryeo
    - König: Goguk-won (331–371)

  - Silla
    - König: Heulhae (310–356)

- Sassanidenreich
  - Schah (Großkönig): Schapur II. (309–379)

## Europa
- Bosporanisches Reich
  - König: Rheskouporis V. (324/325–343)

- Römisches Reich
  - Kaiser: Konstantin II. (337–340)
  - Kaiser: Constans (337–350)
  - Kaiser: Constantius II. (337–361)
    - Konsul: Flavius Ursus (338)
    - Konsul: Flavius Polemius (338)